# Vukelić Draga
Vukelić Draga, Vukelić-Draga ili Vukeljska Draga, bivše je naselje na području Krmpota.
Nazvano je prema bunjevačkoj obitelji Vukelić, koje je područje naselja naselilo u XVII. st.
Do 1948. vodilo se kao naselje, nakon čega je uključeno u sastav Jakov Polja.
Rodno je mjesto Vlatka Vukelića.